# Георги Найденов – Гръблаша
Хаджи Георги Найденов – Гръблаша е български революционер, участник в Ботевата чета, четвърти знаменосец.

## Биография
Георги Найденов е роден в Тулча, но родът му е от Щипско. Там гръбла означава съд за вода, пригоден за носене на гръб.
Георги Гръблаша е един от знаменосците на Христо Ботев, донесъл на кораба „Радецки“ собствено знаме, различно по изработка от главното знаме, връчено от войводата на Никола Симов. Неговият червен лъв се развява над четата до Милин камък, където Георги Найденов загива.
Негов син е Велико Граблашев (1867 – 1952), съдия във Върховния съд.